# Falácia
O termo falácia deriva do verbo latino fallere, que significa enganar. Designa-se por falácia um raciocínio errado com aparência de verdadeiro. Na lógica e na retórica, uma falácia é um argumento logicamente incoerente, sem fundamento, inválido ou falho na tentativa de provar eficazmente o que alega. Argumentos que se destinam à persuasão podem parecer convincentes para grande parte do público apesar de conterem falácias, mas não deixam de ser falsos por causa disso.
Reconhecer as falácias é por vezes difícil. Os argumentos falaciosos podem ter validade emocional, íntima, psicológica, mas não validade lógica. É importante conhecer os tipos de falácia para evitar armadilhas lógicas na própria argumentação e para analisar a argumentação alheia. As falácias que são cometidas involuntariamente designam-se por paralogismos e as que são produzidas de forma a confundir alguém numa discussão designam-se por sofismas.
É importante observar que o simples fato de alguém cometer uma falácia não invalida toda a sua argumentação. Ninguém pode dizer: "Li um livro de Rousseau, mas ele cometeu uma falácia, então todo o seu pensamento deve estar errado". A falácia invalida imediatamente o argumento no qual ela ocorre, o que significa que só esse argumento específico será descartado da argumentação, mas pode haver outros argumentos que tenham sucesso. Por exemplo, se alguém diz:
"O fogo é quente e sei disso por dois motivos:
1. ele é vermelho; e
2. medi sua temperatura com um termômetro".

Nesse exemplo, foi de fato comprovado que o fogo é quente por meio da premissa 2. A premissa 1 deve ser descartada como falaciosa, mas a argumentação não está de todo destruída. O básico de um argumento é que a conclusão deve decorrer das premissas. Se uma conclusão não é consequência das premissas, o argumento é inválido. Deve-se observar que um raciocínio pode incorrer em mais de um tipo de falácia, assim como que muitas delas são semelhantes.

## Lista de falácias por categoria
Estas são as falácias formais e informais mais comuns.

### Falácias da ambiguidade

#### Equívoco
Usar uma afirmação com significado diferente do que seria apropriado ao contexto.
Ex.: Os assassinos de crianças são desumanos. Portanto, os humanos não matam crianças.
Joga-se com os significados das palavras. A palavra "humanos" possui vários sentidos, pode ser um tipo de primata (sentido biológico) ou uma boa pessoa (sentido moral), mas a falácia usa a palavra sem considerar a diferença de sentido.

#### Anfibologia
Ocorre quando as premissas usadas no argumento são ambíguas devido a sua má elaboração sintática.
Ex.:
1. Venceu o Brasil a Argentina.
2. Ele levou o pai ao médico em seu carro.

1. Quem venceu? 2. No carro de quem?
Nesse caso, toda a frase possui sentidos diversos a depender do contexto.

#### Ênfase
Enfatizar uma palavra para sugerir o contrário.
Ex.: Hoje o capitão estava sóbrio (sugerindo embriaguez).
Pronuncia-se a palavra "hoje" com muita força para sugerir que ele é um alcoólatra.
É uma ironia.

### Apelo a motivos

#### Argumentum ad baculum(apelo à força)
Utilização de algum tipo de privilégio, força, poder ou ameaça para impor a conclusão.
Ex.: Acredite no que eu digo, não se esqueça de quem é que paga o seu salário.
O oponente pode perder a coragem de enfrentar seu chefe porque pode perder o emprego.

#### Argumentum ad consequentiam(apelo à consequência)
Considerar uma premissa verdadeira ou falsa conforme sua consequência é desejada.
Ex.: Papai Noel existe, porque eu ficaria muito triste se não existisse.
A premissa é tida como válida somente porque a conclusão é desejada.

#### Argumentum ad metum(apelo ao medo)
Apelar ao medo para validar o argumento. É uma variação do apelo à consequência.
Ex: Se você se converter à minha religião, irá para o céu; de contrário, irá para o inferno.

#### Argumentum ad misericordiam(apelo à misericórdia)
Também chamado apelo à piedade. Consiste no recurso à piedade ou a sentimentos relacionados, tais como solidariedade e compaixão, para que a conclusão seja aceita, embora a piedade não esteja relacionada ao assunto ou à conclusão do argumento. Do argumento ad misericordiam deriva o argumentum ad infantium — "Faça isso pelas crianças" e também o argumento ad sinistram — "Faça isso pelo proletário". A emoção é usada para persuadir as pessoas a apoiar (ou intimidá-las a rejeitar) um argumento com base na emoção, mais do que em evidências ou razões.

#### Apelo à emoção
Recorrer à emoção para validar o argumento.
Ex.: Apelo ao júri para que contemple a condição do réu, um homem sofrido, que agora passa pelo transtorno de ser julgado em um tribunal.
O advogado quer que o júri absolva o réu por compaixão. É semelhante ao apelo à misericórdia.

#### Argumentum ad antiquitatem(apelo à antiguidade)
Afirmar que algo é verdadeiro ou bom somente porque é antigo ou porque "sempre foi assim".
Ex.: Os homens da caverna já faziam assim, esta é a maneira correta de se fazer.
Ex. 2: Nossos avós educavam dessa maneira, assim é o jeito certo de educar.

#### Argumentum ad novitatem(apelo à novidade)
Argumentar que o novo é sempre melhor, sem uma justificativa.
Ex.: Na filosofia, Sócrates já está ultrapassado. É melhor Sartre, pois é mais recente.

#### Argumentum ad ignorantiam(apelo à ignorância)
Tentar provar algo a partir da ignorância quanto à sua validade. Só porque não se sabe se algo é verdadeiro, não quer dizer que seja falso, e vice-versa.
Ex.: Ninguém conseguiu provar que Deus existe, logo ele não existe.
Ou o contrário.
Ex.: Ninguém conseguiu provar que Deus não existe, logo ele existe.

#### Apelo ao preconceito
Associar valores morais, políticos, sociais ou culturais a uma pessoa para convencer o adversário ou desmerecer suas opiniões.
Ex.: Uma pessoa religiosa como você não é capaz de argumentar racionalmente comigo.
A pessoa é estigmatizada por ser religiosa, considerada inferior ao oponente.

#### Argumentum ad superbiam(apelo à vaidade)
Provocar a vaidade do oponente para vencê-lo.
Ex.: Não acredito que uma pessoa culta como você acredita nessa teoria.
O oponente, por ser muito culto, pode se sentir envergonhado de defender essa teoria "absurda". É o contrário do apelo ao preconceito.

#### Argumentum ad populum(apelo à popularidade)
Também chamado apelo ao povo. É a tentativa de ganhar a causa por apelar a uma grande quantidade de pessoas. Por vezes é chamada de apelo à emoção, pois os apelos emocionais tentam atingir toda a população.
Ex.: Inúmeras pessoas acreditam em Deus, portanto Deus existe.

#### Argumentum ad ridiculum(apelo ao ridículo)
Ridicularizar um argumento como forma de derrubá-lo.
Ex.: Se a teoria da evolução fosse verdadeira, significaria que o seu tataravô seria um gorila.
Espera-se que o oponente desista da sua convicção porque o orador a fez parecer ridícula.

### Erros categoriais e de regras gerais

#### Composição
É o fato de concluir que uma propriedade das partes deve ser aplicada ao todo.
Ex.: Todas as peças deste caminhão são leves; logo, o caminhão é leve.
Perceba que o termo "leve" aplicado ao exemplo tem sentido vago, diferentemente de na frase "todas as peças têm 1 kg; logo, o caminhão tem 1 kg", onde o valor sugerido é inequivocamente especificado, tornando óbvia a invalidade do argumento.

#### Divisão
É o oposto da falácia de composição. Supõe que uma propriedade do todo é aplicada a cada parte.
Ex.: Você deve ser rico, pois estuda num colégio de ricos.

#### Acidente
Trata-se de querer aplicar uma regra geral a todos os casos, ignorando as exceções.
Ex.: Devemos usar um protetor solar por causa da radiação UV, então devemos usá-lo hoje à noite, na praia.

#### Inversão do acidente
Trata-se de querer usar uma exceção como se fosse uma regra geral.
Ex.: Se deixarmos os doentes terminais usarem maconha, deveremos deixar todas as pessoas a usarem.
É chamada de generalização precipitada e se assemelha à amostra limitada.

### Falácias causais

#### Cum hoc ergo propter hoc(com isso, logo, por causa disso)
Afirma que apenas porque dois eventos ocorreram juntos, eles estão relacionados.
Ex: Ao apontar para um gráfico complicado, Rogério mostra que as temperaturas vêm aumentando nos últimos séculos, enquanto o número de piratas vem diminuindo; logo, os piratas causam resfriamento global e, portanto, o aquecimento global é uma farsa.

#### Post hoc ergo propter hoc(depois disso, logo, por causa disso)
Consiste em dizer que, pelo simples fato de um evento ter ocorrido logo após o outro, eles têm uma relação de causa e efeito. Porém, correlação não implica causalidade.
Ex.: O Sol nasce porque o galo canta.

#### Inversão de causa e efeito
Considerar um efeito como uma causa.
Ex.: O investimento na educação sexual causou a propagação da SIDA (AIDS).
Na verdade, foi exatamente o contrário. A epidemia de SIDA (AIDS) levou ao incremento da educação sexual como forma de prevenção.

#### Terceira causa
Ignorar a existência de uma terceira causa, não levada em conta nas premissas.
Ex.: Estamos vivendo uma fase de elevado desemprego, que é provocado por um baixo consumo.
Há uma causa tanto para o desemprego como para o baixo consumo.
Ex.: A Alemanha está em crise, que é provocada pelos banqueiros judeus.
Existem outros motivos para a crise (ter perdido a Primeira Guerra pode ser uma terceira causa).

#### Causa diminuta
Apontar uma causa pouco importante.
Ex.: Fumar causa a poluição do ar em Edmonton.
A causa maior é a poluição industrial e dos automóveis.

#### Causa complexa
Supervalorizar uma causa quando há várias ou um sistema de causas.
Ex.: O menino não teria sido atingido pela bola se não houvesse acabado o recreio.
Mas também não teria sido atingido se o colega não tivesse chutado a bola para cima, quando o recreio acabou.
Houve muitas outras causas.

### Non-sequitur

#### Non sequitur(não se segue que)
Tipo de falácia no qual a conclusão não se sustenta nas premissas. Há uma violação da coerência textual.
Ex.: Que nome complicado tem este futebolista! Deve jogar muita bola.
A conclusão de que ele joga muito bem nada tem a ver com a premissa de seu nome complicado.
É o modelo básico de uma falácia porque as premissas não levam à conclusão e podem até levar ao sentido contrário.

#### Afirmação do consequente
Essa falácia ocorre quando se tenta construir um argumento condicional da seguinte forma:
```
Se A, então B.

B

Então A.
```

Ex.: Se há carros, então há poluição. Há poluição. Logo, há carros.
Afirma-se o consequente e depois se afirma o antecedente da proposição condicional. O antecedente é o que vem depois de "se" (A) e o consequente é o que vem depois de "então" (B).
A poluição não é causada somente por carros.

#### Negação do antecedente
Essa falácia ocorre quando se tenta construir um argumento condicional da seguinte forma:
```
Se A, então B.

Não A

Então não B.
```

Ex.: Se há carros, então há poluição. Não há carros. Logo, não há poluição.
Nega-se o antecedente e depois se nega o consequente.
A falta de carros não acarreta necessariamente a falta de poluição.
OBS: Os modos certos de argumentar são os contrários, afirmar o antecedente e depois afirmar o consequente ou negar o consequente e depois negar o antecedente.

#### Inconsistência
Construir um raciocínio com premissas contraditórias.
Ex.: João é maior do que José e José é maior do que Frederico, enquanto Frederico é maior do que João.
Esta frase não faz sentido lógico, pois se A > B e B > C, logo A > C.

### Falácias da explicação

#### Invenção de fatos
Consiste em mentir, dar falsa resposta ou apresentar informações imprecisas.
Ex.: A causa da gripe é o consumo de arroz.

#### Distorção de fatos
Também chamada de omissão de dados. Mascarar os verdadeiros fatos.
Ex.: O segredo da minha força são os cabelos.
É omissão de informação.

#### Teoria irrefutável
Informar um argumento com uma hipótese que não pode ser testada ou inferida logicamente. Em outros termos, afirmar algo que não pode ser provado, e nem refutado, como verdadeiro.
Ex.: Ganhei na loteria porque Deus quis assim.
Uma proposição que não pode ser testada e refutada não possui valor.

#### Deus das lacunas
Responder a questões sem solução com explicações sobrenaturais e/ou que não podem ser comprovadas.
Ex.: Os passageiros do avião sobreviveram porque Deus interveio no acidente.
Deus supre a falta de explicações, as lacunas. É uma teoria irrefutável.

#### Explicação incompleta
Ex.: As pessoas tornam-se esquizofrênicas porque as diferentes partes dos seus cérebros funcionam separadas.
O fato de partes diferentes do cérebro funcionarem separadamente é só um dos aspectos da esquizofrenia, mas que por si só não qualifica a doença.

#### Explicação superficial
Usar classificações para tirar conclusões.
Ex.: A minha gata Elisa gosta de atum porque é uma gata.
O gato deve gostar de atum somente porque é um gato, é uma questão de categoria.

#### Petitio principii(petição de princípio)
Demonstrar uma tese partindo do princípio de que já é válida.
Ex.: É fato que a Bíblia é verdadeira, portanto todos devem buscar nela a verdade.
Trata-se de usar uma premissa que é igual à conclusão e forma com esta um raciocínio circular. A Bíblia é verdadeira porque contém a verdade e contém a verdade porque é verdadeira.
De fato, a informação de veracidade da Bíblia foi usada na premissa e na conclusão, não se usou uma premissa que levasse a uma conclusão de veracidade.

#### Conclusão irrelevante
Obter uma conclusão que não decorre das premissas.
Ex.: A lei deve estipular um sistema de cotas nas eleições para que as mulheres possam ocupar mais cargos políticos. Os cargos são dominados por homens e não fazer algo para mudar essa situação é inaceitável. Necessitamos de uma sociedade mais igualitária.
As cotas não são a solução única e obrigatória do problema, o que se requer em um raciocínio dedutivo. A conclusão irrelevante ou sofismática é do tipo non sequitur, as premissas não justificam a conclusão.

### Erros de definição

#### Definição muito ampla
A definição muito ampla consiste em definir algo com características que não lhe são exclusivas.
Ex.: Uma maçã, que é uma fruta, é um objeto vermelho e redondo. O planeta Marte também é vermelho e redondo, logo, Marte é uma fruta.

#### Definição muito restrita
A definição muito restrita consiste em definir uma coisa de modo muito restrito, deixando de lado características importantes.
Ex.: Uma maçã é um objeto vermelho e redondo. Há maçãs que não são vermelhas, portanto, elas não são maçãs.

#### Definição circular
Definir um termo usando o próprio termo que está sendo definido.
Ex.: A Bíblia é a palavra de Deus porque foi inspirada por Deus.
A circularidade consiste em repetir a premissa na conclusão.

#### Definição contraditória
Definir algo com termos que se contradizem.
Ex.: Para serem livres, submetam-se a mim.

#### Definição obscura
Definir algo em termos imprecisos ou incompreensíveis.
Ex.: Vida é a borboleta sublime que bate suas asas dentro de nós.

### Falácias da dispersão

#### Falsa dicotomia
Também conhecida como falácia do branco e preto ou do falso dilema. Ocorre quando alguém apresenta uma situação com apenas duas alternativas, quando de fato várias alternativas existem ou podem existir.
Ex.: Se o sapato não é preto, ele é branco. O sapato não é preto. Logo, ele é branco.
É uma falácia pois sapatos podem ser de outras cores além de preto e branco, e não se segue logicamente que se ele não é uma especifica, logo seria outra especifica(se não-preto, branco; se não-branco, preto).
Porém, obviamente a falácia se aplica apenas a quanto a dicotomia é de fato falsa, o que dependo da afirmação. Levando em conta também as existências dos válidos e tradicionais princípio da bivalência e lei do terceiro excluído, dos quais são verdadeiros principalmente em casos de existência factual, pois não há um meio termo entre existência e inexistência.

#### Reductio ad absurdum(redução ao absurdo)
Consiste em averiguar uma hipótese, chegando a um resultado absurdo, para depois tentar invalidar essa hipótese.
Essa técnica é utilizada muitas vezes sem ter o caráter falacioso, inclusive para provar teorias. Por exemplo, matemáticos gregos da Antiguidade provaram que a raiz quadrada de 2 é um número irracional, demonstrando que a hipótese contrária (a de ser um número racional, na forma p/q onde p e q são inteiros) leva a um absurdo. Só é falaciosa quando o raciocínio desenvolvido pela pessoa utiliza falsas premissas.
Ex.:
1. A: Você deveria respeitar a crença de C porque todas as crenças são de igual validade e não podem ser negadas.
2. B: Eu recuso que todas as crenças sejam de igual validade.
3. B: De acordo com sua declaração, essa minha crença é válida, como todas as outras crenças.
4. B: Contudo, sua afirmação também contradiz e invalida a minha, sendo exatamente o oposto dela.

Aparentemente B mostrou que a afirmação de A é contraditória, porém A possivelmente quis dizer apenas que todas as crenças são subjetivamente válidas, ou seja, B fez uso de uma premissa falsa, uma premissa que não foi lançada por A.

#### Bola de neve
Também chamada de derrapagem, ou declive escorregadio. Elaborar uma sucessão de premissas e conclusões que conduzem ao absurdo.
Ex.: Se legalizarmos o aborto de bebês anencéfalos, logo iremos legalizar o aborto em bebês com síndrome de Down e, no final, começam a aumentar o número de aborto, e com o aumento de abortos deixa de existir crianças, deixando de existir crianças deixa de existir humanos, deixando de existir humanos deixa de existir vida na terra.

#### Pergunta complexa
Insinuação por meio de pergunta.
Ex.: Por que você bate na sua esposa?
São duas perguntas numa só:
1. Você bate na sua esposa?
2. Por que você faz isso?

Insinua-se que o homem bate na sua esposa.

#### Reductio ad Hitlerum(redução ao hitlerismo)
Invalidar um argumento pela comparação com Hitler ou com o nazismo. Sua validade, porém, é questionada por alguns historiadores, pois a comparação com o nazismo é uma forma de entender as origens do holocausto e evitar novos casos de extremismo.
Ex.:
A: Você bebe água?
B: Sim.
A: Sabe quem também bebia água? Hitler! Ou seja, você é um nazista!

#### Argumentum ad nauseam(repetição nauseante)
É a aplicação da repetição constante e a crença incorreta de que, quanto mais se diz algo, mais correto isso está.
Ex.: Se Joãozinho diz tanto que sua ex-namorada é uma mentirosa, então ela é.
Espera-se convencer o oponente com a saturação da sua mente pelo argumento.

#### Argumentum verbosum(prova por verbosidade)
Tentativa de esmagar os envolvidos pelo discurso prolixo, apresentando um enorme volume de material. Superficialmente, o argumento parece plausível e bem pesquisado, mas é tão trabalhoso desembaraçar e verificar cada fato comprobatório que pode acabar por ser aceito sem ser contestado, mesmo estando correto, ou incorreto. É usado também para confundir o leitor. 
É mais uma tentativa de saturar a mente do oponente.

#### Argumentum ad temperantiam(meio-termo)
Recorrer ao meio-termo sem razão.
Ex.: Não temos relógio, mas alguns dizem que são dez horas e outros dizem que são seis horas, então é mais acertado supor que são oito horas.
O meio-termo pode ou não ser falacioso, depende do contexto. Além disso, a exclusão do meio-termo pode também ser uma falácia.

#### Inversão do ônus da prova
O argumentador transfere ao seu opositor a responsabilidade de comprovar o argumento contrário, eximindo-se de provar a base do seu argumento original.
O ônus da prova inicial cabe sempre a quem faz a afirmação primária positiva.
Ex.: Dragões existem porque ninguém conseguiu provar que eles não existem.
No caso acima, o ônus da prova recairá sobre quem fez a afirmação de que dragões existem.
Ex.: Extraterrestres não existem porque ninguém conseguiu provar que eles existem.
Ausência de prova não significa prova de ausência, não sendo necessário que alguém prove a existência de algo para demonstrar a invalidade dos argumentos que defendem a inexistência.

#### Falácia genética
Consiste em aprovar ou desaprovar algo baseando-se unicamente em sua origem.
Ex.: Você gosta de chocolate porque seu antepassado do século XVIII também gostava.
Aponta-se a causa remota como o fator de validade.

#### Dicto Simpliciter(generalização inadequada)
Ocorre quando o tamanho da amostra é pequeno demais para sustentar uma generalização. Também referido como compreensão errônea da natureza da estatística, ou estatística de números pequenos.
Ex.: Minha namorada me traiu. Logo, as mulheres tendem à traição.

### Argumentum ad Personam

#### Argumentum ad hominem(ataque pessoal)
Em vez de o argumentador provar a falsidade do enunciado, ele ataca a pessoa que fez o enunciado, ou uma característica da mesma.
Ex.: Se foi um burguês quem disse isso, certamente é engodo.
O argumento acima está errado pois ele ser ou não burguês, não tira a plausibilidade do argumento. Não se critica o julgador, e sim o julgamento. 
Ver também: Envenenando o poço

#### Argumentum ad crumenam(apelo ao rico)
Essa falácia consiste em pregar que a riqueza ou o sucesso material torna as pessoas corretas.
Ex.: O barão é um homem bem-sucedido na vida. Se ele diz que isto é bom, há de ser.

#### Argumentum ad pauper(apelo ao pobre)
Oposto ao ad crumenam. Essa é a falácia de assumir que, apenas porque alguém é mais pobre, então é mais virtuoso e verdadeiro.
Ex.: Joãozinho é pobre e deve ter sofrido muito na vida. Se ele diz que isso é uma cilada, eu acredito.

#### Argumentum ad verecundiam(apelo à autoridade)
Argumentação baseada no apelo a alguma autoridade reconhecida para comprovar a premissa.
Ex.: Se Aristóteles disse que o Sol gira ao redor da Terra em uma das esferas celestes, então é certamente verdade.
É como se um especialista pudesse acertar em tudo o que diz, mesmo sendo algo fora da sua área de especialidade. Essa falácia consiste em usar as opiniões de especialistas em áreas nas quais eles são leigos, como um físico se pronunciando sobre antropologia. A opinião dele só vale dentro da física. No caso acima, Aristóteles não tinha meios de testar essa teoria astronômica, no tempo dele não havia recursos para isso. Entretanto, as teses dele em metafísica certamente podem ser consideradas porque não dependem de instrumentos e experimentação, somente do raciocínio típico de um filósofo. Ademais, quaisquer formas de tentar se provar uma argumentação, usando-se como único e exclusivo pilar de fundamento, a autoridade do autor, por si só já é incorreto, visto que por maior que seja o grau de autoridade, todos estão sujeitos à erros, logo sempre deve-se acompanhar de uma argumentação, seja do autor, ou própria. Também é incorreto negar qualquer argumentação, usando meramente o fato de um especialista (seja lá em qual área) discordar, sem refutar a argumentação em si. A autoridade de uma entidade em certa área, realmente pode dar credibilidade a algum argumento, apenas se houver uma apropriada razão para isso, como ele mesmo ter argumentado sobre isto. 

#### Apelo à autoridade anônima
Trata-se de fazer afirmações recorrendo a supostas autoridades, mas sem citar as fontes.
Ex.: Os peritos dizem que a melhor maneira de prevenir uma guerra nuclear é estar preparado para ela.
Que peritos?

#### Argumentum ad lapidem(argumento da Pedra)
Caracterizar uma afirmação como absurda, mas sem provas.
Ex.: João, ministro da educação, é acusado de corrupção e defende-se dizendo: "Esta acusação é um disparate".
Baseado em quê? Onde estão as evidências em contrário?

#### Estilo sem substância
Validar um argumento por sua beleza estética ou pela elegância do argumentador.
Ex.: Trudeau sabe dirigir as massas com muita habilidade. Ele deve ter razão.

#### Expulsão do grupo(falácia do escocês)
Fazer uma afirmação sobre uma característica de um grupo e, quando confrontado com um exemplo contrário, afirmar que esse exemplo não pertence realmente ao grupo.
Ex.:
1. Nenhum escocês coloca açúcar em seu mingau.
2. Ora, eu tenho um amigo escocês que faz isso.
3. Ah, sim, mas nenhum escocês "de verdade" coloca.

A falácia não ocorre se há uma justificativa para o argumento.

#### Espantalho
Consiste em criar ideias reprováveis ou fracas, atribuindo-as à posição oposta.
Ex.:
1. Deveríamos abolir todas as armas do mundo porque elas causam guerras. Só assim haveria paz verdadeira.
2. Meu adversário, por ser de um partido de esquerda, é favorável ao comunismo radical e quer retirar todas as suas posses, além de ocupar as suas casas com pessoas que você não conhece.

O outro é convertido num monstro, num espantalho, uma figura fácil de odiar e na qual todos querem bater visto que sua maldade foi "comprovada". É dessa forma que se faz uma pessoa odiar alguém ou alguma coisa, basta associá-los a outra pessoa ou coisa que todos odeiam. Leva-se a pessoa a odiar o outro por associação.
É uma demonização do oponente.

#### Inversão dos fatos
O argumentador rebate o ataque de seu adversário usando o mesmo argumento.
Ex.:
1. A: B é um comunista!
2. B: Na verdade A que é um comunista!

#### Egocentrismo ideológico
Realizar um argumento de forma parcial e tendenciosa.
Ex.:
1. O liberalismo é o ideal, pois Smith disse que…
2. O marxismo é o ideal, pois Marx disse que…

A pessoa só consegue pensar de seu ponto de vista.

#### Bulverismo
Argumentar partindo do pressuposto de que o oponente já está comprovadamente errado.
Ex.:
1. Você está dizendo que a Bíblia é correta? Nem vou discutir com você, parei. Sabemos que a ciência comprovadamente explica tudo corretamente.
2. Se você não acredita que a Bíblia é infalível, já perdeu o argumento, pois é óbvio que ela é.

É um egocentrismo ideológico, não se consegue considerar os pontos de vista do outro.

#### Falácia da falsa proclamação de vitória
Proclamar vitória, dando a entender que venceu a discussão, sem ter conseguido realmente apresentar bons argumentos.
É uma bravata contra o oponente para intimidá-lo.
Falácia do Hater ou da inveja
Consiste em alegar que o interlocutor é um hater e desse modo busca-se invalidar seus argumentos ou lhes infligir uma conotação negativa, mesmo que tais argumentos estejam perfeitamente em ordem e devidamente evidenciados. O mesmo ocorre quando para invalidar um argumento adversário, ataca-lhe diretamente o seu interlocutor inferindo que este sofre de "inveja" e sendo assim, os argumentos deste devam ser considerados inconsistentes.

#### Argumentum ad contradictorium(Argumento do Contraditório)
Você sugere ao seu oponente a beber de outras fontes mas não diz que fontes são essas
Ex.:
1. Pessoa 1: O salário do Juiz vale mais que todos do presidente.
2. Pessoa 2: O tal jornal diz que isso não é verídico.
3. Pessoa 1: Sugiro que verifique em outras fontes "não manipuladoras".

### Falácias indutivas
Comete-se quando não se respeitam um dos seguintes critérios dos argumentos indutivos.
1. Devem basear-se num número significativo de casos e não pode haver contraexemplos conhecidos
2. Devem basear-se em casos que representem a diversidade de características do universo em causa.
3. Não podem ignorar ou omitir informação relevante.

#### Generalização precipitada
Uma pequena amostra, enumeração insuficiente ou imperfeita, conduzem a uma conclusão tendenciosa.
1.° Critério violado.
Ex:
(1) O LeBron James é negro e é bom jogador de basquetebol.
(2) O Kevin Durant é negro e é bom jogador de basquetebol.
(3) O James Harden é negro e é bom jogador de basquetebol.
(4) Logo, todos os negros são bons jogadores de basquetebol.
Refutação: Mostrar que o número de casos em que o argumento se baseia não é significativo ou mostrar que existem contraexemplos.

#### Amostra limitada/não-representativa
A amostra não representa toda a população, a parte é tomada como sendo o todo. É uma generalização precipitada.
2.° Critério violado.
Ex:
(1) Na região Sul do Brasil, faz muito frio.
(2) Logo, em todo o Brasil faz frio.
Ou
(1) Num estudo realizado à saída da missa, em várias capitais de distrito portuguesas, todos os inquiridos afirmaram que o aborto é inaceitável.
(2) Logo, todos os portugueses acham que o aborto é inaceitável.
Omissão de dados
Quando se omitem dados significativos.
3.° Critério violado.
Ex:
(1) Até aos oito anos de idade, o Simão teve sempre uma voz aguda.
(2) Logo, o Simão nunca terá uma voz grave.
Refutação: Apresentar os dados em falta e mostrar de que forma eles afetam a conclusão.
Outros casos:

#### Franco-atirador texano
A hipótese é confirmada somente pelos argumentos do interlocutor que se mostraram corretos, sendo os outros descartados pelo próprio.

### Falácias por analogia

#### Falsa Analogia
De uma semelhança parcial conclui-se uma semelhança total; em outras situações, duas coisas dissimiles ou sem relação são comparadas.
Exs.: Marte, tal como a Terra, é um planeta; ora, esta é habitada; portanto Marte também o é. Os empregados são como pregos: temos que martelar a cabeça para que cumpram suas funções.
Comete-se a falsa analogia quando se violam um dos seguintes critérios dos argumentos por analogia.
1. Devem basear-se num número suficiente de semelhanças.
2. Devem basear-se em semelhanças relevantes para aquilo que se pretende concluir.
3. Não pode haver diferenças relevantes entre os elementos comparados.

Falsa analogia (1.° Critério violado)
Ex:
(1) A Beatriz gosta de discutir e gosta da disciplina de Filosofia.
(2) Tal como a Beatriz, também o João gosta de discutir.
(3) Logo, tal como a Beatriz, também o Joâo irá gostar da disciplina de Filosofia.
Refutação: Mostrar que o número de semelhanças nâo é suficiente para a conclusão que se quer retirar.
Falsa analogia (2.° Critério violado)
Ex:
(1) A Beatriz tem uma camisola vermelha e uma caneta azul, usa óculos e gosta da disciplina de Filosofia.
(2) Tal como a Beatriz, também o João tem uma camisola vermelha e uma caneta azul e usa óculos.
(3) Logo, tal como a Beatriz, também o João irá gostar da disciplina de Filosofia.
Refutação: Mostrar que as semelhanças consideradas não são relevantes para a conclusão que se quer retirar.
Falsa analogia (3.° Critério violado)
Ex:
(1) A Beatriz gosta de lógica, gosta de discutir, gosta de argumentar corretamente e gosta da disciplina de Filosofia (além disso, adora a escola).
(2) Tal como a Beatriz, também o João gosta de lógica, gosta de discutir e gosta de argumentar corretamente (além disso, deteta a escola).
(3) Logo, tal como a Beatriz, também o João irá gostar da disciplina de Filosofia (que é uma disciplina escolar).
Refutação: Mostrar que existem diferenças relevantes entre os dois elementos da comparação e mostrar de que forma essas diferenças afetam a conclusão.

### Outras falácias

#### Círculo vicioso
É a tentativa de provar uma conclusão com base em uma retroalimentação, o efeito reforçando a causa. Em outros termos, é uma dupla petição de princípio, que consiste em demonstrar, uma por outra, duas proposições que carecem igualmente de prova.
Ex.:
1. A inflação diminui o poder dos salários, temos que aumentar os salários, mas, fazendo-o, teremos que aumentar os preços para pagá-los, o que aumentará a inflação.
2. A polícia me passou uma multa porque não gosta de mim. E a prova de que eles não gostam de mim é terem me passado uma multa.
3. A ordem do universo é um efeito da sabedoria divina, e esta somente pode ser demonstrada pela ordem do universo.

Uma coisa leva à outra.

#### Complexo do pombo enxadrista
Proclamar vitória, dando a entender que venceu a discussão, sem ter conseguido realmente apresentar bons argumentos.
É uma bravata contra o oponente para intimidá-lo. É parecida com a falsa proclamação de vitória.

#### Esnobismo cronológico
Ocorre quando o pensamento, a arte ou a ciência de um período histórico anterior é tido como inevitavelmente inferior ou superior, quando comparado com os equivalentes do tempo presente.
Ex.: A é um argumento antigo, da época em que as pessoas também acreditavam em B. Se B é claramente falso, A também é falso.
É um apelo à tradição ou à antiguidade.

#### Evidência anedótica
Refere-se a uma evidência informal na forma de anedota (não no sentido de chiste) ou episódio (conto, narrativa curta, episódio, derivado do grego anékdota, significando "coisas não publicadas") ou de "ouvir falar". A evidência anedótica é chamada de testemunho.
Ex.: Há provas abundantes de que Deus existe e de que continua produzindo milagres hoje. Na semana passada, li sobre uma menina que estava morrendo de câncer. Sua família inteira foi à igreja e rezou e ela se curou.
É um mero boato.

#### Falácia da pressuposição
Consiste na inclusão de uma pressuposição que não foi previamente esclarecida como verdadeira, ou seja, na falta de uma premissa.
Ex.: Você já parou de bater na sua esposa?
É uma pergunta maliciosa porque se divide em duas. A primeira seria "Você bate na sua esposa?", é isso o que se pretende dizer aos ouvintes.
É semelhante à pergunta complexa.

#### Falácia da probabilidade condicionada
Ocorre quando se expõem estatísticas e probabilidades sem oferecer o contexto necessário para sua interpretação, confundem-se probabilidades condicionais, invertendo-as ou tratando-as como se fossem incondicionais.
Ex.: Os jurados foram expostos à chance de o marido vir a matar a mulher porque ele a espancava, quando o dado relevante, diante do fato consumado (a esposa já tinha sido assassinada), era "Qual a chance de a mulher ter sido morta pelo marido, dado que ele a espancava?". A chance de ser morta por um marido espancador é de 1 em 1 000, de qualquer forma é muito mais alta que o risco de uma mulher ser morta por um marido que não a espanca ou por um estranho qualquer na rua, mas era a pergunta errada.

#### Falácia de validação pessoal(efeito Forer)
Avaliar algo ou alguém com critérios genéricos, dando a entender que essa avaliação é individual.
É como reduzir alguém, simplesmente pelo fato de que o mesmo anda com pessoas de caráter duvidoso.

#### Falácia nomotética
Consiste na crença de que uma questão pode ser resolvida simplesmente dando-lhe um novo nome, quando, na realidade, a questão permanece sem solução.

#### Falácias tipo "A" baseado em "B"(conclusão sofismática)
Ocorrem dois fatos. São colocados como similares por serem derivados ou similares a um terceiro fato.
Ex.:
1. O islamismo é baseado na fé.
2. O cristianismo é baseado na fé.
3. Logo, o islamismo é similar ao cristianismo.

É uma falsa aplicação do princípio do silogismo. Pode-se visualizar como três conjuntos, o cristianismo e o islamismo são dois conjuntos dentro do conjunto fé, mas isso não significa que aqueles dois conjuntos são iguais, eles apenas compartilham o elemento fé.

#### Ignoratio elenchi(ignorância da questão, conclusão sofismática)
Consiste em utilizar argumentos que podem ser válidos para chegar a uma conclusão que não tem relação alguma com os argumentos utilizados. Tenta-se provar uma coisa diferente daquela de que se trata.
Ex.: Os astronautas do Projeto Apollo eram bem preparados, todos eram excelentes aviadores e tinham boa formação acadêmica e intelectual, além de apresentarem boas condições físicas. Logo, foi um processo natural os Estados Unidos ganharem a corrida espacial contra a União Soviética, pois o povo americano é superior ao povo russo.
O advogado tenta provar a inocência do cliente, afirmando que ele é um bom pai, um bom filho, etc..
Só a conclusão é discutível, as premissas são verdadeiras.
É uma falácia de conclusão irrelevante. Esse é o modelo de falácia porque as premissas não levam à conclusão exposta.

#### Plurium interrogationum
Ocorre quando se exige uma resposta simples a uma questão complexa, isto é, uma questão que contém a resposta a uma pergunta anterior, não formulada, e cuja resposta é assumida como pressuposto. Exemplo:
- O que fazer com esse criminoso — matar ou prender? Trata-se aqui de um falso dilema.

#### Falácia do arenque vermelho(Red herring)
Falácia cometida quando um argumento não relacionado é introduzido na discussão, de modo a desviar a atenção do interlocutor e fazer a discussão mudar de rumo. 
Ex.: Será que o palhaço é o assassino? No ano passado, um palhaço matou uma criança.
O fato de um palhaço ter matado uma criança não significa nada, não interfere no caso em questão.
As premissas usadas devem ser relevantes para a conclusão.
O tal "arenque vermelho" se refere à cor do arenque defumado, que tem um  forte odor  e, se interposto na trilha de um cão farejador, faz com que se distraia e se desvie da sua rota inicial.

#### Argumentum ad lucrum(Apelo ao lucro)
Considerar uma conclusão verdadeira ou falsa conforme suas premissas financeiras.
Ex.:
1. Argumentam que o aquecimento global é verdade porque muitos cientistas querem ganhar dinheiro para pesquisas e muitas empresas querem lucrar milhões para produzirem energia de fontes que não emitem dióxido de carbono. Portanto, o aquecimento global não é verdade.
2. Argumentam que o aquecimento global é verdade para que países pobres ou em desenvolvimento tenham prejuízo por não explorarem suas jazidas de petróleo e carvão. Portanto, o aquecimento global não é verdade.

A conclusão é válida ou inválida porque querem que haja lucro ou prejuízo financeiro. É uma insinuação maliciosa de que as teorias são feitas para causar lucros ou prejuízos às pessoas.
É uma forma de ataque pessoal porque insinua que o oponente busca ganhar algo pessoal com seu argumento. Esse ganho pessoal pode não ser financeiro, é comum insinuar que o oponente tem motivos pessoais para defender um argumento, mas todo argumento deve ser analisado conforme a adequação da conclusão às premissas.

#### Falso axioma
Consiste em fazer uma afirmação duvidosa parecer uma verdade incontestável.
Ex.: Em briga de marido e mulher, ninguém mete a colher.

#### Exigência de perfeição
Pede-se mais do que o necessário para resolver um problema.
Ex.: A egiptóloga Fulana de Tal é uma principiante, obteve o doutorado há pouco tempo, tem limitada experiência: não pode julgar um descobrimento tão importante.
É um ataque pessoal.

#### Tu quoque(tu também)
Consiste em desacreditar a fala por um comportamento anterior ao invés do argumento em si.
Ex.: Pessoa A afirma: "Não acredito que você está comendo doces… Doces provocam cáries!"
Pessoa B responde: "Você sempre comeu doces."
Ex2.: Pessoa A: O seu candidato X está sendo acusado de corrupção!
Pessoa B: Mas o seu candidato Y também foi acusado no passado. E ele ainda roubou muito mais!
A pessoa B foge da questão, tentando diminuir o ocorrido ao evocar uma situação semelhante que supostamente é/foi mais forte/grave. Um erro maior não serve como justificativa para um erro menor, o ideal seria que nenhum dos erros acontecesse em primeiro lugar.

#### Falácia da conversão
Ex.:
1. O mendigo pede.
2. Logo, quem pede é mendigo.

Não respeita as leis da oposição. Pode-se imaginar o conjunto mendigos dentro do conjunto pedintes, mas pode haver pessoas dentro do conjunto pedintes que não fazem parte do conjunto mendigos. Além disso, a negação de que todo mendigo pede é que algum mendigo não pede.

#### Falácia da oposição
Ex.:
1. É falso que todo homem é sábio.
2. Nenhum homem é sábio.

Não respeita as leis da oposição. A conclusão pretende ser a negação da premissa, portanto a sentença certa é "Algum homem não é sábio".
OBS: Algum é a negação (oposição, contrário) tanto de todo como de nenhum.

#### Teoria da Conspiração
Ex.:
1. Um grupo antigo e secreto controla todos os aspectos da vida na Terra.
2. Não há nenhuma prova da existência deste grupo.
3. Isso acontece porque um grupo antigo e secreto controla todos os aspectos da vida na Terra.

Consiste em atribuir verdade aos fatos, exclusiva ou principalmente por conta de seu caráter supostamente secreto ou sigiloso. A impossibilidade de verificar os fatos torna a falácia mais persuasiva, convencendo o interlocutor da capacidade dos conspiradores de esconder a própria existência.

#### Falácia do holofote
Presume que o aumento da atenção da mídia ou da imprensa sobre determinado assunto signifique um aumento da ocorrência ou frequência de ocorrência do evento tratado. O raciocínio é falho, pois a atenção da mídia pode ser direcionada por diversos outros motivos, além da frequência de ocorrências do evento tratado.
Ex.:
1. Os casos de pedofilia vêm aumentando, a mídia vem reportando muito mais casos ultimamente.

#### Falácia do apostador
Consiste em acreditar que se, durante um sorteio aleatório, um resultado pouco provável é obtido muitas vezes, os sorteios seguintes irão talvez compensar este desvio e dar várias vezes o resultado oposto. Por exemplo, se ao fazer "cara ou coroa" um jogador obtiver um grande número de "caras", acreditará ter mais probabilidades de obter "coroas" nos sorteios seguintes.

#### Falácia da falácia
Consiste em supor que uma afirmação está errada só porque ela foi construída de uma forma ruim, ou uma falácia cometida no meio do raciocínio, não alterando na inferência principal. 

#### Falácia da Incredulidade Pessoal
Consiste em negar um argumento, com a justificativa de que é muito complexo, ou porque você não entendeu.
Não é porque você não compreende o discurso prolixo do argumentador, que ele está errado. Contudo, há uma nuance. É totalmente válido questionar se realmente é viável, pois o argumentador pode estar cometendo um Argumentum Verbosum (apelo à intimidação), portanto, é importante questionar a viabilidade do argumento, antes de afirmar com certeza de que ele está errado. 

### Relacionados

#### Navalhas (filosóficas)
Navalhas filosóficas são axiomas amplamente utilizados na Lógica e Epistemologia que permitem eliminar explicações improváveis e/ou impossíveis. Não são falácias, embora não possam ser provados facilmente (por isso são axiomas).
São elas:
- Navalha de Occam: "Ao confrontar diferentes hipóteses para explicar um mesmo fenómeno, há de se selecionar as que envolvem menos ações e entidades."
- Navalha de Grice: Princípio da parcimônia. "Implicações práticas devem ser preferidas frente a contextos semânticos abstratos pra explicações linguísticas."
- Navalha de Hanlon: "Nunca atribua à malícia o que pode ser adequadamente explicado pela estupidez."
- Navalha de Hume (ou Lei de Hume): "Se a causa atribuída a qualquer efeito não for suficiente para explicá-lo completamente, devemos rejeitar a causa ou adicionar a ela qualidades que deem uma justa proporção ao efeito."
- Navalha de Hitchens: "O que pode ser afirmado sem provas pode ser rejeitado sem provas."
- Navalha de Alter (ou Navalha de Newton): "Se algo não pode ser testado ou observado, não é digno de debate." 
- Navalha de Popper (ou Princípio da Falseabilidade de Popper): "Para uma teoria ser considerada científica, ela deve ser falseável."
- Navalha de Rand: "Conceitos não devem ser multiplicados além da necessidade."
Quando mal empregadas, podem estar associadas à falácia do falso axioma.